# Енріке Мореа
Енріке Мореа (ісп. Enrique Morea; 11 квітня 1924 — 15 березня 2017) — колишній аргентинський тенісист.
Найвищу одиночну позицію світового рейтингу — 10 місце досяг 1953 року (за даними Ленса Тінґея).
Здобув 22 одиночні титули.
Перемагав на турнірах Великого шолома в змішаному парному розряді.
Завершив кар'єру 1968 року.

## Фінали турнірів Великого шолома

### Мікст: 4 (1–3)
| Результат | Рік  | Турнір               | Покриття | Партнер         | Суперники                          | Рахунок       |
| --------- | ---- | -------------------- | -------- | --------------- | ---------------------------------- | ------------- |
| Перемога  | 1950 | Чемпіонат Франції    | Ґрунт    | Барбара Скофілд | Патрісія Каннінґ-Тодд Білл Талберт | w/o           |
| Поразка   | 1952 | Вімблдонський турнір | Трава    | Телма Койн-Лонґ | Доріс Гарт Френк Седжмен           | 6–4, 6–3, 6–4 |
| Поразка   | 1953 | Вімблдонський турнір | Трава    | Ширлі Фрай      | Доріс Гарт Вік Сайксес             | 7–9, 5–7      |
| Поразка   | 1955 | Вімблдонський турнір | Трава    | Луїз Браф       | Доріс Гарт Вік Сайксес             | 8–6, 2–6, 6–3 |